# استيبان رويدا
استيبان رويدا (بالإسبانية: Esteban Rueda)‏ (28 يناير 1996 في الأرجنتين - ) هو لاعب كرة قدم أرجنتيني في مركز الهجوم. لعب مع أرجنتينوس جونيورز.

## وصلات خارجية
- استيبان رويدا على موقع قاعدة بيانات كرة القدم.إي يو (الإنجليزية)
- استيبان رويدا على موقع Soccerway.com (الإنجليزية)